# Schrägaufzug Arenzano

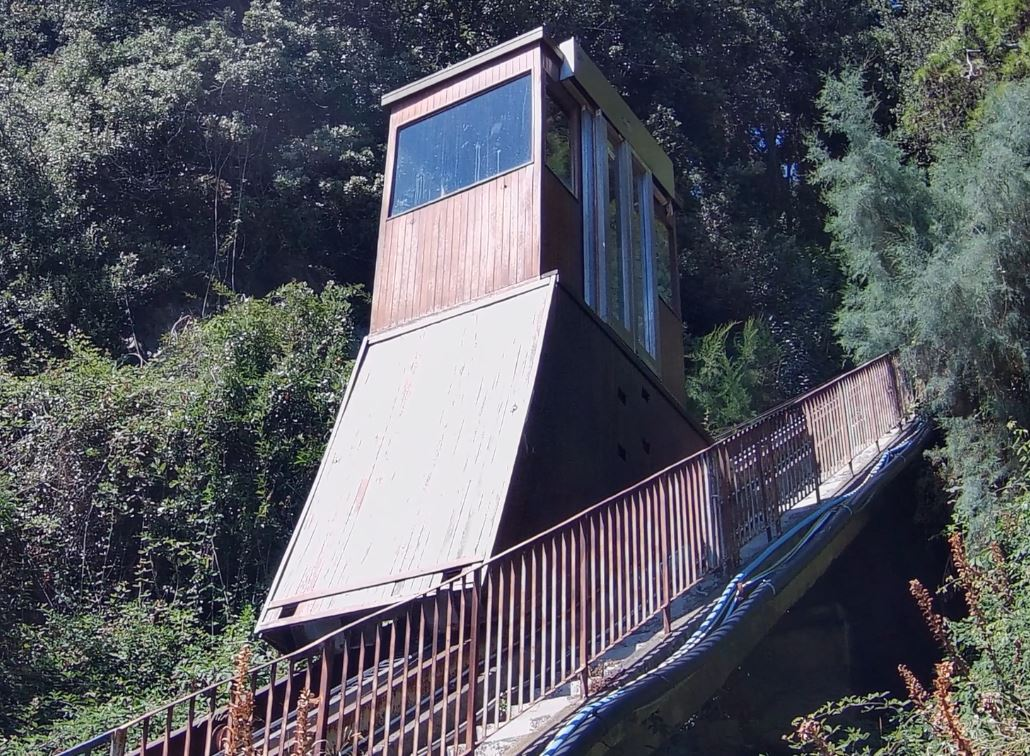
Arenzano funicolare auf dem Weg zur Talstation

Der Schrägaufzug Arenzano verbindet die Strandpromenade zwischen Arenzano und Cogoleto mit dem Oberland, der Punta San Martino. 

## Geschichte
Der Schrägaufzug Arenzano wurde 1958 durch die Firma Falcone errichtet. Mit der Verlegung der Bahnstrecke Genua–Ventimiglia von der Küste ins Hinterland wurde der untere Eingangsbereich 1968 umgestaltet und in den heutigen Zustand versetzt.

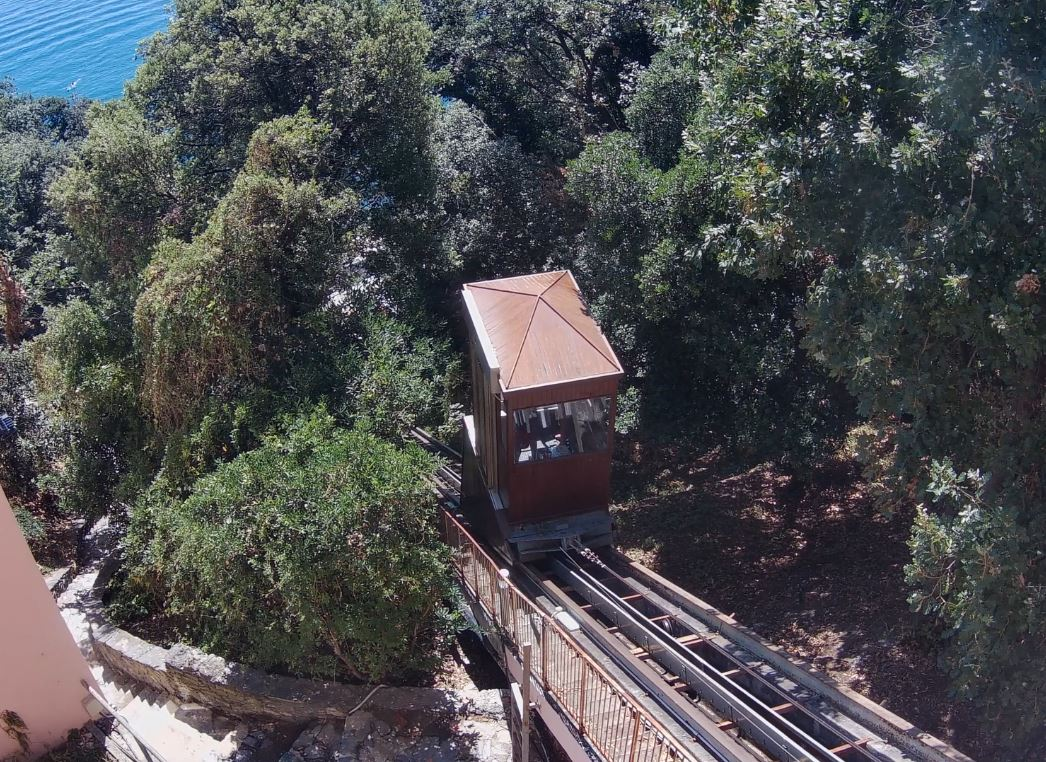
Arenzano funicolare von der Bergstation gesehen

## Betrieb
Der Aufzug wird vom Hotel an der Bergstation betrieben und kann nur mit einer Chipkarte benutzt werden, die an Hotelgäste und Bewohner in der Nähe vergeben wird.
Der Schrägaufzug Arenzano ist von 6:00 morgens bis 1:45 nachts in Betrieb. Aus Rücksicht auf die Technik wird jeweils nach 45 Minuten eine Pause von 15 Minuten eingelegt. Zur vollen Stunde beginnt der Betrieb wieder. Generell ist der Schrägaufzug von Juni bis September in Betrieb.

## Technische Daten
Der Schrägaufzug läuft auf zwei Schienen und wird über zwei Stahlseile und eine Umlenkrolle in der oberen Station mit einem Gegengewicht verbunden.
- Streckenlänge: 80 m
- Höhenunterschied: 50 m
- Nutzlast: 750 kg
- Anzahl zulässige Personen: 8
- Fahrzeit: ca. 90 Sekunden[3]